# گدائی (جیرفت)
گدائی (جیرفت)، روستایی از توابع بخش ساردوئیه شهرستان جیرفت در استان کرمان ایران است.

## جمعیت
این روستا در دهستان دلفارد قرار دارد و براساس سرشماری مرکز آمار ایران در سال ۱۳۸۵، جمعیت آن زیر سه خانوار بوده‌است.